# Ptilotus carlsonii
Ptilotus carlsonii är en amarantväxtart som beskrevs av Ferdinand von Mueller. Ptilotus carlsonii ingår i släktet Ptilotus och familjen amarantväxter. Inga underarter finns listade i Catalogue of Life.